# Hoplopholcus longipes
Hoplopholcus longipes är en spindelart som först beskrevs av Sergei Aleksandrovich Spassky 1934.  Hoplopholcus longipes ingår i släktet Hoplopholcus och familjen dallerspindlar. Inga underarter finns listade i Catalogue of Life.